# Sphagnum lenense
Sphagnum lenense là một loài rêu trong họ Sphagnaceae. Loài này được Pohle mô tả khoa học đầu tiên năm 1915.